# Frederick Pethick-Lawrence
Pour les articles homonymes, voir Pethick-Lawrence.
Frederick William Pethick-Lawrence, premier baron Pethick-Lawrence, né le 28 décembre 1871 à Londres (Royaume-Uni) et mort le 10 septembre 1961 au même endroit, est un avocat, éditeur et homme politique britannique. Il est connu pour son engagement en faveur du droit de vote des femmes et au sein de la Women's Social and Political Union avant la Première Guerre, puis comme personnalité du parti travailliste à partir des années 1920.

## Biographie
Frederick Lawrence naît à Londres dans une famille unitarienne, fils d'Alfred et de Mary Elizabeth Lawrence. Il est pensionnaire à la Wixenford School (1882-1885) puis au collège d'Eton (1985-1991). Il poursuit des études de mathématiques et de sciences à Trinity College, où il est président de l'union d'étudiants et membre de l'équipe universitaire de billard. Il renonce à une carrière universitaire, reprend des études de droit et s'inscrit au barreau à Inner Temple en 1899. Il est candidat non élu du Parti libéral unioniste aux élections de 1900 à Lambeth North, puis évolue, après son mariage en 1901 avec Emmeline Pethick, vers des sympathies politiques moins conservatrices. Le couple partage une vision réformiste et sociale, Frederick Pethick-Lawrence est conférencier invité aux Dunkin lectures à l'université de Manchester en 1900-1901. Il rachète en 1902, The Echo, un journal du soir réformiste, qu'il doit fermer en 1905, puis est l'éditeur de Labour Record and Review, de 1905 à 1907.

## Engagement en faveur du droit de vote des femmes

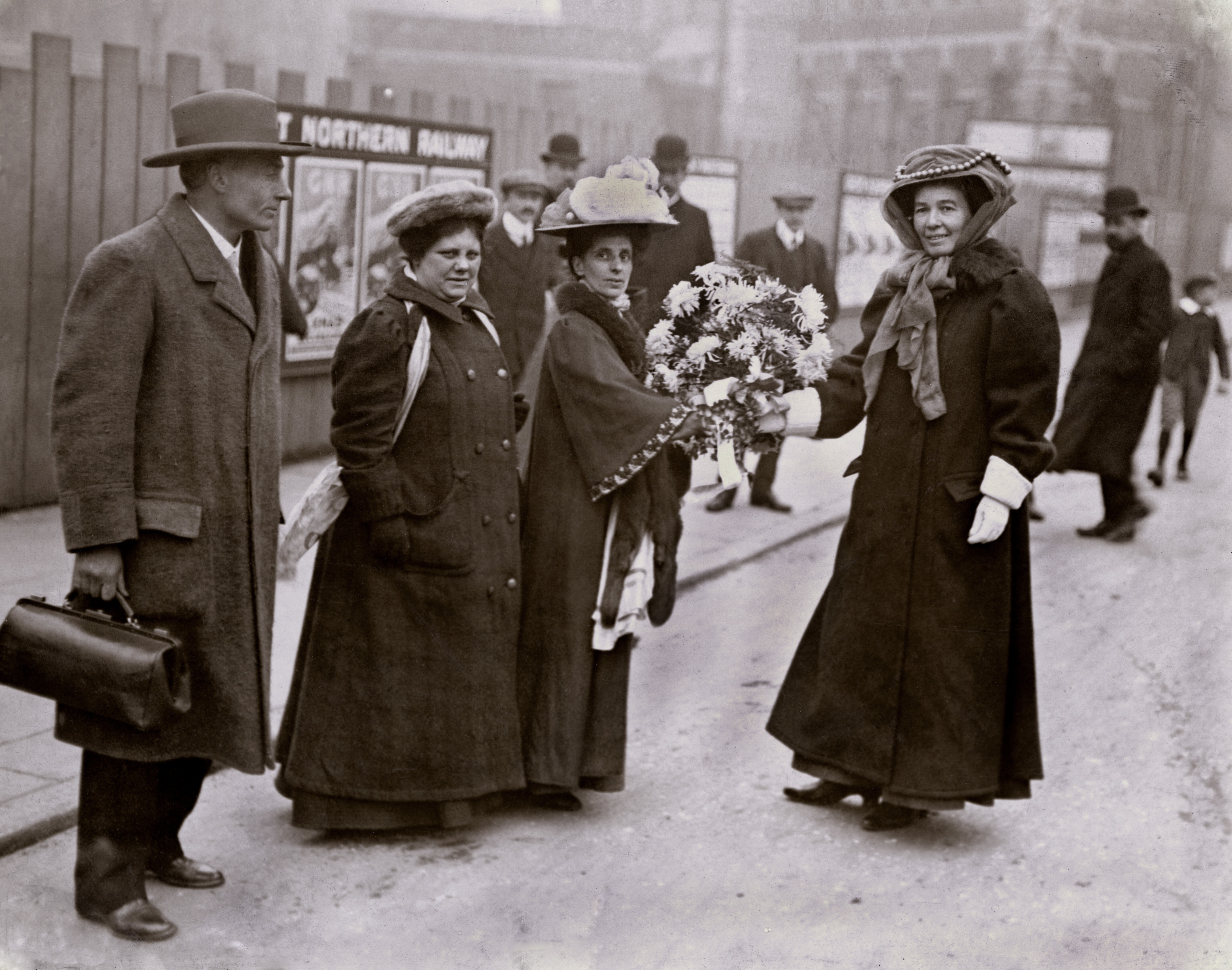
Frederick Pethick-Lawence, Flora Drummond, Jennie Baines et Emmeline Pethick Lawrence

Frederick Pethick-Lawrence s'engage auprès de la Women's Social and Political Union de 1907 à 1912, après la scission au sein du mouvement qui conduit à la création d'une autre organisation, la Women's Freedom League. Frederick Pethick-Lawrence et Christabel Pankhurst quant à eux prônent le recours à des actions exemplaires, tandis que la WFL est pour un recours à des méthodes démocratiques. Dès 1906, Frederick Pethick-Lawrence défend des suffragettes poursuivies en justice, et paye la caution d'une centaine d'entre elles. En 1909, il est co-trésorier de la WSPU. En 1912, il est à son tour arrêté et jugé et condamné à neuf mois d'emprisonnement, durant lesquels il fait la grève de la faim et est alimenté de force. Il est libéré après cinq semaines de détention et condamné à payer les frais du procès. Comme il refuse, il est déclaré en faillite personnelle, décision qui est annulée l'année suivante. Cependant l'évolution stratégique de la WSPU conduit à l'éviction de Frederick et Emmeline Pethick-Lawrence, qui en gardent une certaine amertume. Ils continuent à éditer Votes for Women et rejoignent les United Suffragists, organisation suffragiste mixte, en 1914.

## Activités politiques

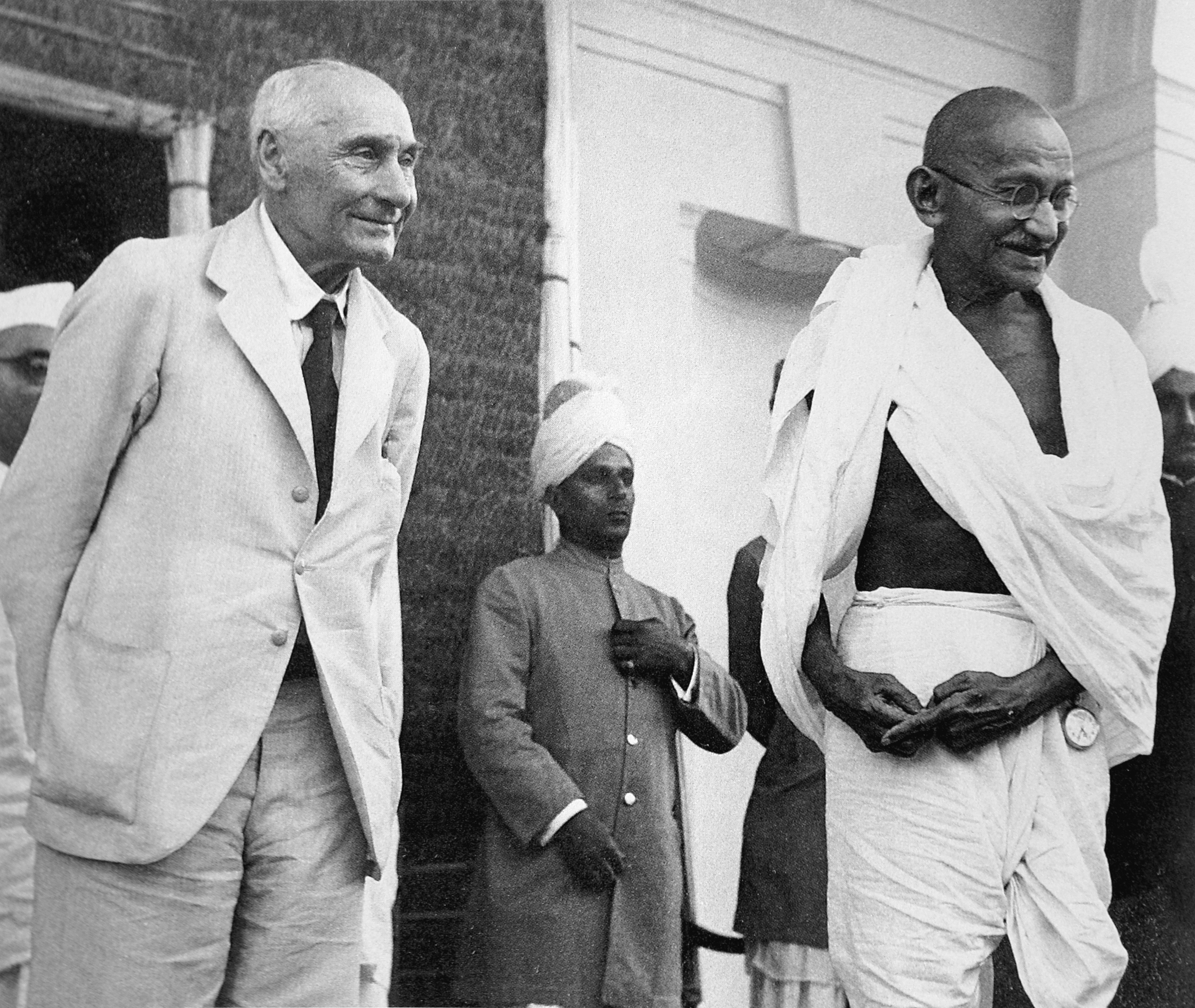
Lord Pethick-Lawrence avec Gandhi, en 1946.

Il est objecteur de conscience durant la guerre, et envoyé travailler dans une ferme. Après la Première Guerre, il s'oriente vers des activités politiques. Membre du Parti travailliste, il est secrétaire financier au Trésor entre 1929 et 1931 puis secrétaire d'État à l'Inde et à la Birmanie entre 1945 et 1947.

## Vie privée
Il est marié plus de cinquante ans avec Emmeline Pethick-Lawrence, jusqu'à la mort de celle-ci, en 1954. Il se remarie en 1957 avec Helen Millar Craggs.